# 范布倫 (密蘇里州)
范布倫（英語：Van Buren）是位於美國密蘇里州卡特縣的城市。同時該地也是卡特縣的縣治。

## 人口
根據2020年美國人口普查的數據，范布倫的面積為5.18平方千米，皆為陸地。當地共有人口747人，而人口密度為每平方千米144人。